# Championnat du Cameroun de football 2001
Navigation
Saison précédente Saison suivante
La saison 2001 du Championnat du Cameroun de football était la 41e édition de la première division camerounaise, la MTN Elite 1. Les équipes sont regroupées au sein d'une poule unique, où chaque équipe affronte tous les adversaires 2 fois, à domicile et à l'extérieur.
C'est le Cotonsport Garoua qui termine en tête du championnat cette année. C'est le 3e titre de champion de son histoire.

## Les 16 clubs participants
| - Cotonsport Garoua - Tonnerre Yaoundé - Canon Yaoundé - Union Douala - Dynamo Douala - Promu de D2 - Stade Bandjoun - Espérance Guider - Sable Batié | - Unisport Bafang - Promu de D2 - Kumbo Strikers - Racing Club Bafoussam - Olympique Mvolyé - Fovu Baham - Girondins Ngaoundéré - Mount Cameroun - Promu de D2 - Cintra Yaoundé |

## Compétition

### Classement
| Rang | Équipe                 | Pts | J  | G  | N  | P  | Bp | Bc | Diff |
| ---- | ---------------------- | --- | -- | -- | -- | -- | -- | -- | ---- |
| 1    | Cotonsport Garoua      | 61  | 30 | 19 | 4  | 7  | 46 | 19 | +27  |
| 2    | Tonnerre Yaoundé       | 53  | 30 | 15 | 8  | 7  | 43 | 23 | +20  |
| 3    | Fovu Baham (T) (C)     | 50  | 30 | 13 | 11 | 6  | 37 | 27 | +10  |
| 4    | Canon Yaoundé          | 49  | 30 | 15 | 4  | 11 | 39 | 35 | +4   |
| 5    | Sable Batié            | 46  | 30 | 11 | 13 | 6  | 26 | 22 | +4   |
| 6    | Mount Cameroun (P)     | 44  | 29 | 13 | 5  | 11 | 34 | 31 | +3   |
| 7    | Union Douala -1        | 39  | 30 | 10 | 10 | 10 | 30 | 29 | +1   |
| 8    | Kumbo Strikers         | 39  | 30 | 10 | 9  | 11 | 20 | 19 | +1   |
| 9    | Racing Bafoussam       | 39  | 30 | 10 | 9  | 11 | 21 | 32 | -11  |
| 10   | Unisport Bafang (P) -3 | 38  | 29 | 11 | 8  | 10 | 26 | 28 | -2   |
| 11   | Stade Bandjoun         | 38  | 30 | 10 | 8  | 12 | 30 | 41 | -11  |
| 12   | Espérance Guider       | 37  | 30 | 10 | 7  | 13 | 32 | 38 | -6   |
| 13   | Cintra Yaoundé         | 34  | 30 | 8  | 10 | 12 | 29 | 32 | -3   |
| 14   | Olympique Mvolyé       | 29  | 30 | 6  | 11 | 13 | 34 | 41 | -7   |
| 15   | Dynamo Douala (P) -3   | 26  | 29 | 8  | 5  | 16 | 25 | 30 | -5   |
| 16   | Girondins Ngaoundéré   | 18  | 29 | 2  | 12 | 15 | 17 | 39 | -22  |

|  | Qualifié pour la Ligue des champions de la CAF 2002 |
|  | Qualifié pour la Coupe des Coupes 2002              |
|  | Qualifié pour la Coupe de la CAF 2002               |
|  | Relégué en deuxième division                        |

- Union Douala et Unisport Bafang ont reçu 1 point de pénalité chacun pour l'abandon lors de leur confrontation (4e journée). Unisport Bafang et Dynamo Douala ont reçu respectivement 2 et 3 points de pénalité pour indiscipline.

## Bilan de la saison
| Tableau d'Honneur                   |                   |
| Compétition                         | Vainqueur         |
| Championnat du Cameroun de football | Cotonsport Garoua |
| Coupe du Cameroun                   | Fovu Baham        |

| Qualifications continentales       |                   |
| Ligue des champions de la CAF 2002 | Qualifié          |
| Premier tour                       | Cotonsport Garoua |
| Coupe des Coupes 2002              | Qualifiés         |
| Premier tour                       | Fovu Baham        |
| Coupe de la CAF 2002               | Qualifiés         |
| Premier tour                       | Tonnerre Yaoundé  |

| Promotion et relégation |                                                     |
| Relégués en 2e division | Dynamo Douala Olympique Mvolyé Girondins Ngaoundéré |
| Promus en MTN Elite 1   | Victoria United Bamboutos Mbouda AS Mairie Yaoundé  |